# Xavier Caïtucoli
Pour les articles homonymes, voir Caïtucoli.
Xavier Caïtucoli (né en 1970) est un entrepreneur français.
Après avoir fait ses débuts chez LVMH, il cofonde en 2003 Direct Énergie, 3e acteur français de l'électricité et du gaz, dont il devient président-directeur général. Il conserve ses fonctions après le rachat du groupe par Total en 2018 mais quitte le groupe en 2019. Proche de Jacques Veyrat, il est par ailleurs membre du comité exécutif de sa société d'investissement Impala.
Par ailleurs engagé un temps en politique, il est membre du Mouvement national républicain avant de cofonder Polémia en 2002.

## Biographie

### Origines et formation
Né le 30 novembre 1970 dans le 14e arrondissement de Paris, Xavier André Norbert Caïtucoli est le fils du médecin Paul Caïtucoli.
Ayant grandi à Nice, il a obtenu le deuxième prix de piano du conservatoire de la ville.
Après avoir suivi les classes préparatoires scientifiques au lycée Masséna, il intègre l'École polytechnique (promotion 1991), puis devient  ingénieur des ponts et chaussées en 1996.

### Carrière professionnelle
Après avoir envisagé un temps de « faire de la musique son métier », il entre dans le monde de l'entreprise. Il commence par un stage chez LVMH, puis devient en 1997 directeur de l'organisation des systèmes d'information du Bon Marché.
En 2000, il rejoint Direct Medica, une société en création développant une plate-forme d'accompagnement des patients et des professionnels de santé en qualité de directeur du développement.

## Entrepreneur

### Direct Energie
En avril ou novembre 2002, à l'occasion d'une soirée avec Fabien Choné, son camarade polytechnicien et ancien cothurne, il décide de fonder Direct Énergie de concert avec lui. L'entreprise est lancée en mars 2003 avec Thierry Roussel ; il devient président-directeur général. 
La société qu'ils ont créée se développe d'abord sur les fonds propres des entrepreneurs et de quelques fonds d'investissement : BNP Paribas Private Equity, CIC Capital Privé, CITA, Crédit Agricole Private Equity, NBGI Venture et IDI. Puis, en juin 2006, le groupe Louis Dreyfus prend le contrôle des 2/3 du capital, les trois fondateurs ensemble, dont Xavier Caitucoli, n'en détiendraient plus alors que 20%.   
Par la suite, entre 2007 et 2011, différents actionnaires entrent au capital. L'homme d'affaires Stéphane Courbit via sa société LOV, l'électricien suisse EBM et la société de l'homme d'affaires Jean-Paul BIZE, AMS Industries .  
En 2011 et 2012, à l'occasion du rachat de Poweo et de la fusion de Direct Énergie avec la société fondée par Charles Beigbeder, Direct Énergie se retrouve côté sur Euronext et de nouveaux actionnaires font leur entrée au capital, notamment le fonds d'investissement luxembourgeois Luxempart qui était actionnaire de Poweo depuis 2007. À la suite de ces différentes opérations, selon le site Boursorama, Xavier Caitucoli détiendrait via sa société Crescendix 3,73% du capital de Direct Energie.
Proche de l'homme d'affaires Jacques Veyrat, il est membre du comité exécutif de sa société d'investissement, le groupe Impala.  
Lors d'un entretien fin 2016 avec Les Échos, il déclare « Les prix de l'énergie sont trop politisés en France, il est temps de faire confiance à la concurrence » et un an plus tard « Chez Direct Énergie, on aime la concurrence. Elle est l’occasion de faire valoir ses mérites et d’être conquérant dans ses offres. Je dirais même qu’au contraire, au départ, nous avons souffert du manque d’animation du secteur ». Dans le cadre de ses fonctions au sein de Direct Énergie, il préside de nombreuses filiales du groupe en France et à l'étranger.
En juillet 2017, il organise une énorme levée de fonds de 130M€ pour Direct Energie afin de financer l'acquisition du producteur d’électricité renouvelable Quadran. Il participe d'ailleurs à cette opération via sa société Crescendix à hauteur de 2M€ et en profite donc pour se relier au capital de Direct Energie.
Il a défendu depuis la création de Direct Energie les bénéfices de la concurrence pour le consommateur et l'intérêt pour les fournisseurs d'avoir des stratégies offensives. Il a dans ce sens déclaré aux Échos à l'occasion du rachat par Total « Protéger ses parts de marché avec des lignes Maginot n'a pas d'avenir ! »
Dès avril 2016, il déclarait que « s'opposer aux compteurs Linky est une forme d'obscurantisme » et a déclaré sur France Inter le 28 avril 2018 « Linky, ce n'est pas Facebook ».
À l'occasion de l'annonce, le 18 avril 2018, du rachat de Direct Energie par Total pour 2 milliards d'euros, il a annoncé avoir accepté de continuer à piloter le développement du groupe et déclare « le projet de faire plus grand encore m'intéresse évidemment ». Il quitte néanmoins en septembre 2019 la direction de la Business Unit Power & Gaz Europe du groupe TOTAL pour donner une nouvelle orientation à sa carrière.

### Crescendix
Après avoir quitté le groupe Total, il décide d'accélérer le développement de sa société d'investissement Crescendix. 

#### Homeloop
Il réinvestit notamment 20M€ dans la société Homeloop, l'un des pionniers du big data appliqué à l'immobilier. Homeloop est une start-up européenne de l'ibuying fondée par Aurélien Gouttefarde. Homeloop devient en 2020 l'une des start-ups ayant levé le plus de fonds financier en France. Xavier Caïtucoli a pour ambition de faire bouger la réglementation sur le marché de l'immobilier européen afin d'augmenter le volume d'affaire sur le marché de l'iBuying français. Homeloop propose un service de transaction immobilière rapide, ce n'est pas un marchand de biens traditionnel même si elle bénéficie du régime spécifique de la profession avec des droits de mutation réduit chez le notaire.

#### Autres activités du véhicule Crescendix
En janvier 2021, il serait l'un des candidats à la reprise du fleuron de l'industrie tricolore le groupe CNIM associé au producteur d'énergie QAIR.

### SPAC Transition
Xavier Caitucoli a lancé en juin 2021 avec le banquier d'affaires Erik Maris et Fabrice Dumonteil l'introduction sur Euronext Paris d'une SPAC dédiée à la transition énergétique,. Cette société baptisée Transition a levé 215M€. Il s'agit de la huitième Spac sur les marchés d'Euronext. L'objectif de cette SPAC est d'acquérir des sociétés reconnues dans le secteur de la transition énergétique ayant leur siège en Europe. Arverne Group a finalisé un accord de regroupement d'entreprises pour acquérir Transition S.A. pour environ 170 millions d'euros, dans le cadre d'une opération de fusion inversée le 15 juin 2023.   

### Verso Energy
Xavier Caïtucoli et Antoine Huard (ex directeur du développement de la Générale du Solaire) lancent en juin 2021 Verso Energy. L'objectif est de développer, exploiter des solutions de stockage d'électricité renouvelable et d'hydrogène décarboné. 

### Autres
Avec Fabien Choné, son frère Jean-Roch, et Aymeric Blanc, il a par ailleurs « monté son propre restaurant », Ratatouille, à Montmartre.

## Engagement politique
En 2002, il est secrétaire départemental du Mouvement national républicain des Alpes-Maritimes, et dirige son organe de presse La Relève nationale.
En mars 2001, il se porte conjointement candidat tête de liste (MNR) aux élections municipales de 2001 à Nice, et candidat aux élections cantonales dans le canton de Nice-1. Au printemps de la même année, il ouvre à Nice la librairie du Paillon, une librairie patriote et identitaire, dont la gérance est prise en charge par Benoît Loeuillet.
À l'occasion des élections législatives de 2002, il est candidat dans la sixième circonscription des Alpes-Maritimes, et recueille 1,66 % des suffrages. Le 4 décembre 2002, il participe à la création du think tank identitaire Polémia avec notamment Jean-Yves Le Gallou,.
En 2017, Julie de La Brosse indique qu'il « semble [...] avoir définitivement rompu avec ses idées nationalistes ». En 2021, il est cependant invité à un colloque de l'Institut Iliade, structure héritière du GRECE ; et il soutient financièrement la candidature d'Éric Zemmour lors de l'élection présidentielle française de 2022,.